# Condado de Stone (Misisipi)
El condado de Stone (en inglés: Stone County), fundado en 1916, es un condado del estado estadounidense de Misisipi. En el año 2000 tenía una población de 13.622 habitantes con una densidad poblacional de 12 personas por km². La sede del condado es Wiggins.

## Geografía
Según la Oficina del Censo, el condado tiene un área total de 1160 km² (447,9 mi²), de la cual 1153 km² (445,2 mi²) es tierra y 7 km² (2,7 mi²) es agua.

## Demografía
En el 2000 la renta per cápita promedia del condado era de $ 30,495 y el ingreso promedio para una familia era de $36,856. El ingreso per cápita para el condado era de $14,693. En 2000 los hombres tenían un ingreso per cápita de $26,259 frente a $21,228 para las mujeres. Alrededor del 17.50% de la población estaba bajo el umbral de pobreza nacional.

## Condados adyacentes
- Condado de Perry (noreste)
- Condado de George (este)
- Condado de Jackson (sureste)
- Condado de Harrison (sur)
- Condado de Pearl River (oeste)
- Condado de Forrest (noroeste)

## Localidades
Ciudades
- Wiggins

Áreas no incorporadas
- Beatrice
- Big Level
- Bond
- McHenry
- Perkinston
- Ramsey Springs
- Silver Run

## Principales carreteras
- U.S. Highway 49
- Carretera 15
- Carretera 26
- Carretera 29